# Gmina Gacko
Gmina Gacko (serb. Општина Гацко / Opština Gacko) – gmina w Bośni i Hercegowinie, w Republice Serbskiej. W 2013 roku liczyła 8710 mieszkańców.